# クエビバイト
クエビバイトは、コンピュータの記憶容量や記憶装置の大きさを表す情報。QiBと略記される。
1 QiB = 2100 B = 1,267,650,600,228,229,401,496,703,205,376B
クエタバイトと違い、百穣バイトという意味では使えない。